# Бугаївка (Кременчуцький район)
Буга́ївка — село в Україні, у Градизькій селищній громаді Кременчуцького району Полтавської області. Населення на 1 січня 2011 року становить 1448 осіб. Колишній центр Бугаївської сільської ради.

## Географія
Село розташоване за 25 км від м. Глобине та за 150 км від обласного центру м. Полтава за 2 км від лівого берега Кременчуцького водосховища в районі Сульського лиману, за 0,5 км від села Броварки.
Площа населеного пункту 500,5 га.
Поруч знаходиться ландшафтний загальнодержавний заказник «Сулинський».

## Історія
У Національній книзі пам'яті жертв Голодомору 1932—1933 років в Україні вказано, що 75 жителів села загинули від голоду:
1. Бабич Макар.
2. Бабич Марія.
3. Бабич Олександр Якович.
4. Бабич Олена.
5. Бабич Трохім.
6. Бабич Федір.
7. Бугай Василь Іванович.
8. Бугай Василь.
9. Бугай Василь.
10. Бугай Ганна.
11. Бугай Іван Сергійович.
12. Бугай Іван.
13. Бугай Ладимир.
14. Бугай Марія.
15. Бугай Мефодій.
16. Бугай Мотря.
17. Бугай Олена.
18. Бугай Ольга.
19. Бугай Петро Іванович.
20. Бугай Тетяна.
21. Бугай Федосій.
22. Бугай Юхим.
23. Воловик Василь.
24. Воловик Ганна.
25. Дербеда Галина.
26. Дербеда Наталка.
27. Дербеда Яків.
28. Дмитренко Григорій.
29. Замикула Василь Григорович.
30. Замикула Ганна.
31. Замикула Ганна.
32. Замикула Григорій.
33. Замикула Люба.
34. Замикула Микита.
35. Замикула Оришка.
36. Замикула Пріска.
37. Замикула Семен.
38. Калашник Ганна.
39. Калашник Гапка.
40. Калашник Трохим.
41. Калашник Яків.
42. Ковалик Василь Іванович.
43. Ковалик Іван Васильович.
44. Ковалик Марія.
45. Ковалик Мелашка.
46. Ковалик Нестір Іванович.
47. Ковалик Олександр Несторович.
48. Ковалик Федот Васильович.
49. Лихопуд Йосип.
50. Маслич Йосип.
51. Маслич Олена.
52. Маслич Петро.
53. Маслич Тетяна.
54. Маслич Яків.
55. Ратушний Гаврило.
56. Ратушний Онила.
57. Ратушний Федір.
58. Слюсар Мотря.
59. Слюсар Тимофій Сав.
60. Слюсар Яків.
61. Стасенко Никифор.
62. Тарасенко Іван.
63. Тарасенко Тихін.
64. Тарасенко Хівря.
65. Тарасенко Ялосовета.
66. Усенко Антін Лавр.
67. Усенко Гаврило Сем.
68. Усенко Павло Сем.
69. Усенко Христя.
70. Шафорост Антін Васил.
71. Шафорост Василь Петр.
72. Шафорост Марія.
73. Шафорост Оришка.
74. Шафорост Петро.
75. Шафорост Степан.

## Персоналії
- Пальчун Олександр Іванович (1986—2023) — старший солдат Збройних сил України, учасник російсько-української війни.
- Рибачик Владислав Володимирович (2000—2022)- Старший Сержант загинув 24 лютого 2022 року.

## Транспорт
Біля села проходить траса національного значення Н08 Бориспіль—Кременчук—Дніпро—Запоріжжя.

## Населення
Населення села на 1 січня 2011 року становить 1448 чоловік.
- 2001 — 1621
- 2011 — 1448

### Мова
Розподіл населення за рідною мовою за даними перепису 2001 року:
| Мова       | Кількість | Відсоток |
| ---------- | --------- | -------- |
| українська | 1580      | 97.47%   |
| російська  | 35        | 2.16%    |
| вірменська | 3         | 0.19%    |
| білоруська | 2         | 0.12%    |
| румунська  | 1         | 0.06%    |
| Усього     | 1621      | 100%     |

## Влада
Сільським головою є Компанієць Катерина Іванівна

## Економіка
Провідні підприємства:
- ВП «Бугаївка» ТОВ ІПК «Полтавазернопродукт» — директор Бережний Микола Олександрович.
- ВАТ «Полтаварибгосп» — директор Смоленський Юрій Анатолійович.

Фермерські господарства:
- КФГ «Славутич» — загальна площа 133,95 га.

## Інфраструктура
На території села є такі заклади:
- Загальноосвітня школа І-ІІІ ступенів — директор Підгірна Алла Іванівна.
- Амбулаторія загальної практики сімейної медицини — головний лікар Скапа Ганна Миколаївна.
- Сільський будинок культури — директор Трембач Людмила Олександрівна.
- Бібліотека — завідувач Лихопуд Іван Павлович.

## Археологічні пам'ятки
На території сільської ради, біля села знаходяться пам'ятки археології що включають 3 кургани.

## Пам'ятники
У центрі с. Бугаївка в 1961 році встановлений монумент Слави на честь воїнів Радянської армії які загинули в роки Другої світової війни.
У 2009 році на місці масового поховання жертв голодомору 1932-33 років встановлено пам'ятний знак.

## Галерея

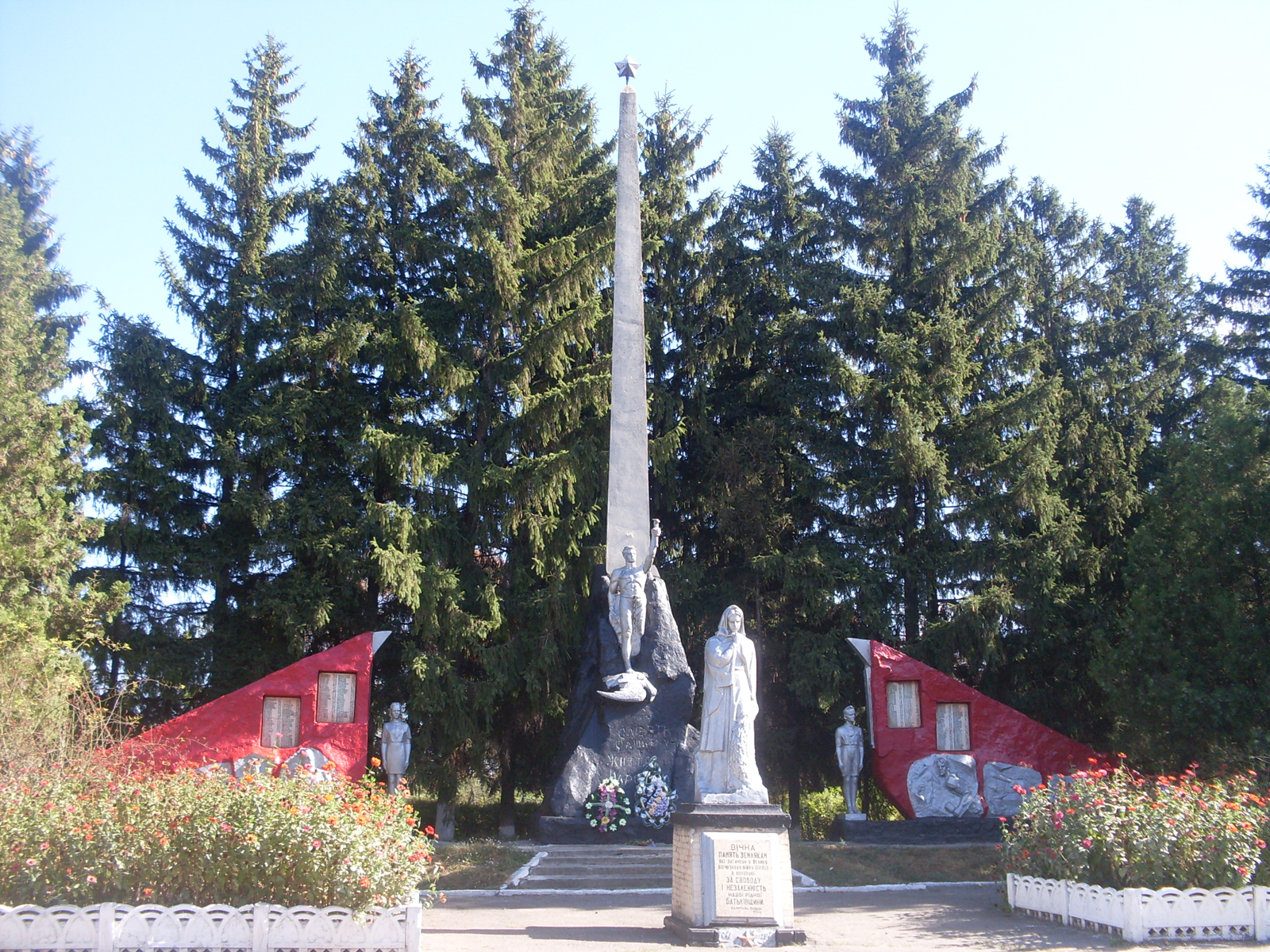
Пам'ятний знак полеглим воїнам-землякам
Сільська рада
Будинок культури